# Emili Foguet i Pere
Emili Foguet i Pere (La Guàrdia dels Prats, Montblanc, 28 de maig del 1921 - Montblanc, 26 de juliol del 1996) va ser un músic i compositor montblanquí.
Fou fiscornaire, trombonista i pianista i formà part de la cobla Els Montblanquins. També va ser músic de l'orquestra de Montblanc (durant la guerra) i de les formacions Amorós, Ritmo y Melodía (1946 i 1947), Jimsson (1956), generalment tocant el trombó.
Fou autor de diversos composicions, sardanes principalment.

## Obres
- Goigs en lloança de santa Tecla màrtir que es venera a la seva església de Montblanc, amb lletra de Joan Roig i Montserrat

### Sardanes
- Al mestre de Figueres, enregistrada[5]
- Al temps de l'avi, enregistrada[5]
- Alcarràs, coescrita amb Ramon Selva, enregistrada[5]
- L'amic Manau, enregistrada[5]
- Els amics de Montblanc, enregistrada[disc 1]
- Dansa i cançó nostra (1981), enregistrada[5]
- Montserratona (1981), enregistrada[5]
- Solivella per molts anys (1995), amb lletra de Ramon Maria Sans i Ballart, enregistrada[disc 2]

### Enregistraments
1. ↑  La Selvatana. Montblanc i la sardana. ref IB CD 182.  Montblanc: Grup Sardanista, 1998.
2. ↑   Solivella, per molts anys. en casset.  Ardenya: Smell, 1995.